# Slag bij Wilmington
De Slag bij Wilmington vond plaats tussen 11 februari - 22 februari 1865 in New Hanover County, North Carolina tijdens de Amerikaanse Burgeroorlog. Na de val van Fort Fisher in januari 1865 kon de haven in Wilmington niet meer gebruikt worden. De stad viel uiteindelijk in Noordelijke handen nadat de verdedigingslinie ten zuiden van de stad doorbroken werd. De Zuidelijke generaal Braxton Bragg stak alle opslagplaatsen met tabak, katoen en andere voorraden in brand zodat het niet in vijandelijke handen viel.

## Achtergrond
Na de val van Fort Fisher was de laatste operationele Zuidelijke haven Wilmington onbruikbaar geworden. De Zuidelijken evacueerden alle verdedigingswerken langs de Cape Fear rivier. Alle zware artillerie werd verspijkerd of opgeblazen. De Zuidelijke strijdkrachten in de regio werden aangevoerd door generaal Braxton Bragg. Het moreel van zijn troepen was ondanks het verlies van het fort nog altijd hoog. Zijn eenheden waren de divisie van generaal-majoor Robert Hoke, gedetacheerd van het Army of Northern Virginia, enkele batterijen zware artillerie rond de stad en enkele eenheden van de home guard. Drie van Hokes brigades lagen aan de oostelijk zijde van de rivier bij Sugar Loaf  ten noorden van Fort Fisher. Zijn vierde brigade bezette Fort Anderson op de westelijke oever. Bragg bleef in Wilmington om alle voorraden te evacueren en om te voorkomen dat de Noordelijken aansluiting zouden zoeken met de strijdkrachten van generaal-majoor William Tecumseh Sherman.
De Noordelijke opperbevelhebber, luitenant-generaal Ulysses S. Grant wou Wilmington gebruiken als uitvalsbasis naar Goldsboro, North Carolina. De daar aanwezige spoorlijnen konden dan gebruikt worden om Shermans leger te bevoorraden. In februari 1865 arriveerde het XXIII Corps onder leiding van generaal-majoor John M. Schofield die de aanwezige eenheden van generaal-majoor Alfred Terry versterke. Schofield nam de algemene leiding op zich. Midden februari rukten ze op naar Wilmington

## De slag

### Defensieve linie bij Sugar Loaf
De slag om Wilmington bestond uit drie kleinere confrontaties langs de verschillende defensieve linies voor de stad. Een Zuidelijke divisie onder leiding van generaal-majoor Robert Hoke bezette de linie bij Sugar Loaf ten noorden van het gevallen fort Fisher. Op 11 februari vielen de eenheden van Alfred Terry de defensieve stellingen aan. Deze aanval werd ondersteund door een bombardement van Noordelijke kanonneerboten. Na een half uur van bombarderen rukte Terry op. Zijn linkervleugel liep vertraging op door een moeras langs de rivier. Tegen de late namiddag waren de Zuidelijke voorposten overrompeld. Om de hoofdlinie in te nemen zou een frontale aanval te veel tijd en manschappen kosten. Daarop besliste Schofield om de stad aan te vallen via de westelijke oever. De divisie van generaal-majoor Jacob Cox werd per boot over de rivier gezet om Fort Anderson in te nemen.

### Fort Anderson
De kanonneerboten van Rear Admiral David D. Porter voeren de rivier op en bombardeerden het fort waarbij alle twaalf de kanonnen buiten werking werden gesteld. Ondertussen rukte Cox, ondersteund door de divisie van Adelbert Ames, op naar het fort. Cox stuurde de brigades van de kolonels Thomas J. Henderson en Orlando Moore naar het fort terwijl de twee brigades van de kolonels John S. Casement en Oscar Sterhl via de moerassen het fort flankeerde. Casement en Sterhl botsten op Zuidelijke cavalerie die na een kort gevecht werden verjaagd. De bevelhebber van het fort, Johnson Hagood doorzag de Noordelijke strategie en verzocht om zich te mogen terugtrekken naar de volgende linie bij Town Creek ten noorden van het fort. Net toen de Zuidelijken zich terugtrokken, viel Henderson aan, nam het fort in en nam enkele krijgsgevangenen.

### Town Creek

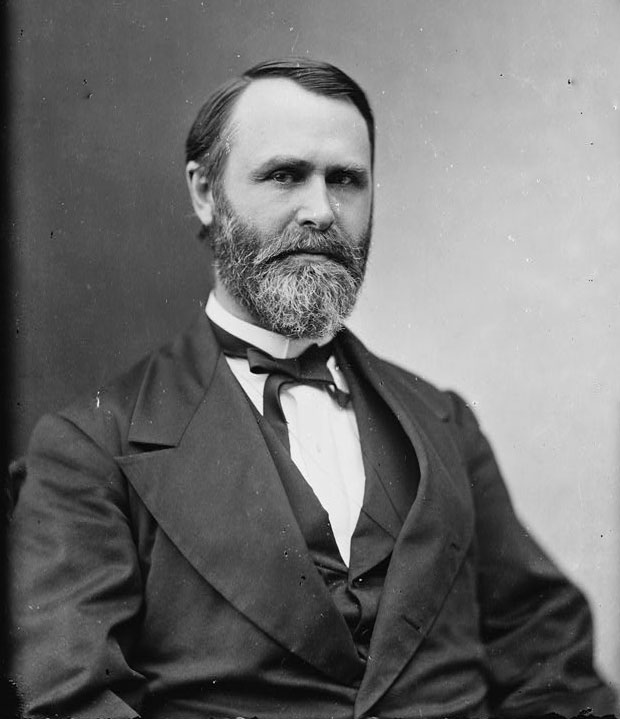
Generaal-majoor Jacob Cox

Cox zat Hagood op de hielen en op 19 februari had Hagood zijn stellingen ingenomen langs de Town Creek Line. Ondertussen trok Hoke zich terug tot 5 km ten zuiden van Wilmington ter hoogte van Hagoods strijdmacht. Terry rukte langzaam op omdat hij een hinderlaag of een aanval op zijn rechterflank vreesde. Op dit moment was Hokes divisie numeriek sterker. Daarom werd Ames divisie opnieuw naar de andere oever gebracht terwijl de marine de rivier vrijmaakte van alle obstakels. Terry rukte de volgende dag opnieuw op totdat hij in de late namiddag de nieuwe stellingen van Hoke bereikte. Toen Terry zeker was dat Hoke niet opnieuw zou terugtrekken, bouwden de Noordelijken eigen stellingen terwijl de kanonneerboten de Zuidelijken batterijen langs de rivier uittesten net ten westen van Hokes divisie.
Hagood had de enige brug over de Town Creek vernietigd om de opmars van Cox te vertragen. De Zuidelijken groeven zich in ten noorden van de rivier. Opnieuw paste Cox zijn tactiek uit die net niet gelukt was bij fort Anderson. Hij liet een brigade achter om de Zuidelijken ter plaatse te houden. Hij zette zijn drie andere brigades over de Town Creek met een platbodemboot die ze gevonden hadden. Hagood ontdekte de flankeerbeweging en trok zich opnieuw terug nu naar Wilmington zelf. Hij liet twee regimenten achter om als achterhoede te dienen.  De Noordelijken vielen de flank aan van de twee regimenten en namen 375 soldaten gevangen en veroverden twee kanonnen. De volgende dag herbouwde Cox’ soldaten de brug waarover Schofields artillerie overstak. De kanonneerboten voeren verder naar Wilmington zelf. Generaal Braxton Bragg zag dat de stad niet meer te redden was en gaf het bevel tot evacuatie. Op 21 februari zette Cox zijn opmars verder. Die werd vertraagd door een vernietigde brug over de Brunswick rivier en aanvallen van Zuidelijke cavalerie. Ondertussen kon Hoke de opmars van Terry vertragen. Ondertussen evacueerde Bragg alle Noordelijke gevangenen en transporteerbare voorraden. Alle tabak en katoenbalen die niet vervoerd konden worden, werden vernietigd. Ook opslagplaatsen, smederijen, schepen en scheepswerven werden in brand gestoken. Bragg en zijn soldaten verlieten de stad om 01.00u op 22 februari. Cox nam de stad in om 08.00u. Terry volgde een uur later.

## Gevolgen
Nu de haven zelf verloren was, was de Noordelijke blokkade volledig. Bragg die bakken kritiek over zich kreeg, trok zijn leger terug naar Goldsboro in North Carolina. Daar sloot hij zich aan bij de eenheden van generaal Joseph E. Johnston.
De inname van de stad betekende een vooruitgeschoven basis om de legers van Sherman ter bevoorraden. Na het uitvoeren van de nodige reparaties in Wilmington werd Schofields leger naar Sherman gestuurd bij Fayettesville.